# Maroko na Letnich Igrzyskach Olimpijskich 1964
Maroko na Letnich Igrzyskach Olimpijskich 1964 reprezentowało 20 sportowców (tylko mężczyzn) w czterech dyscyplinach. Był to drugi występ tego kraju na igrzyskach olimpijskich – tym razem marokańscy sportowcy nie zdobyli żadnego medalu.

## Wyniki

### Boks
- Fatah Ben Farj – waga lekkopółśrednia (odpadł w drugiej rundzie)
- Lahcen Ahidous – waga średnia (odpadł w drugiej rundzie)

### Lekkoatletyka
- Bouchaib El-Maachi
  - bieg na 100 metrów (odpadł w ćwierćfinale)
  - bieg na 200 metrów (odpadł w półfinale)
- Bakir Ben Aissa – maraton (12. miejsce)
- Ben Assou El-Ghazi – 3000 metrów z przeszkodami (9. miejsce)
- Lahcen Samsam Akka – pchnięcie kulą (18. miejsce w kwalifikacjach)

### Piłka nożna
- Abdel Kader Mohamed, Abdel Kader Moukhtatif, Abdel Kader Morchid, Abderrazak Nijam, Ali Ben Dayan, Ali Bouachra, Amar Ben Siffedine, Driss Bamous, Mohamed Lamari, Mustapha Fahim, Allal Ben Kassou, Abdel Ghani El-Mansouri – odpadli w fazie grupowej

### Podnoszenie ciężarów
- Abderrahim Tazi – waga średnia (17. miejsce)
- Mustapha Adnane – waga półśrednia (20. miejsce)